# Vinko Dvořák
Vinko (Vincenc) Dvořák (Dušejov, 1848. január 21. – Zágráb, 1922. május 6.), cseh származású horvát fizikus, akadémikus, egyetemi tanár, a Zágrábi Egyetem rektora.

## Élete és munkássága
A csehországi Jihlavától északnyugatra fekvő Dušejov nevű faluban született, Jihlavára járt gimnáziumba, ahol 1866-ban fejezte be tanulmányait. Ezután beiratkozott a Prágai Egyetemre, ahol 1871-ben diplomázott, majd 1873-ban doktorált. Ezután a neves osztrák fizikus, Ernst Mach asszisztense lett. 1875-ben meghívták az előző évben újraalapított Zágrábi I. Ferenc József Egyetemre, ahol a Filozófiai Karon megalapította a fizika tanszéket, melynek nyugdíjázásáig a vezetője volt. Az 1893/94-es ciklusban az egyetem rektora volt. 1883-tól a Jugoszláv Tudományos és Művészeti Akadémia levelező, majd 1887-től rendes tagja volt. 1893-tól tagja volt a Cseh Akadémiának is. A Cseh Királyi Tudományos Társaság külső tagja, tagja volt a Francia Fizikai Társaságnak, a Cseh Matematikusok Társaságának, és a Horvát Természettudományi Társaságnak. Elméleti, kísérleti fizikát és fizikatörténetet tanított.
Kutatott az akusztika, az optika, a hidrodinamika, az elektromosság és a fizikatörténet területén. Az akusztikában a levegő rezgését kutatta csövekben. Hangerőmérőt készített, kutatta a hang hatását rezonátorokon. Felfedezései közül a legjelentősebbek a Dvořák-Rayleigh-keringés, valamint az akusztikus taszítás és vonzás jelensége. Készített egy készüléket egy bizonyos hangmagasság hangerejének mérésére (Dvořák-hangszintmérő). A fiziológiai optikában felfedezte az ún. Dvořák sztereokinetikus jelenséget. Ő készítette 1897-ben Zágrábban az első horvátországi röntgenfelvételeket. A fizika történetében Ruđer Josip Bošković munkásságát kutatta. Több kiállításon és szakmai kongresszuson vett részt – Budapesten a millenniumi világkiállításon érmet kapott. Több mint 60 szakmai közleménye jelent meg cseh, horvát vagy német nyelven, és számos tudományos társaságban tevékenykedett.